# Mark Friedberg
Mark Friedberg (* in New York) ist ein US-amerikanischer Szenenbildner, der bevorzugt mit Wes Anderson, Ang Lee und Todd Haynes zusammenarbeitet.

## Leben
Nach seiner Zeit am College arbeitet Friedberg als Maler. Es folgte eine Arbeit für Another Woman aus dem Jahr 1988 und ein erster bezahlter Auftrag für den Film New Yorker Geschichten von Woody Allen und Francis Ford Coppola, für den er afrikanische Masken fertigte. Neben der Arbeit als Szenenbildner für Filme von Freunden, arbeitete Friedberg in den Folgejahren insbesondere mit den Regisseuren Wes Anderson, Ang Lee and Todd Haynes zusammen, so 1997 für Der Eissturm von Lee und 1999 für Ride with the Devil ebenfalls von Lee. Es folgten Arbeiten für Pollock von Ed Harris aus dem Jahr 2000, Dem Himmel so fern von Todd Haynes aus dem Jahr 2002 und Die Tiefseetaucher von Wes Anderson aus dem Jahr 2004, mit dem er drei Jahre später auch für den Film Darjeeling Limited zusammenarbeitete. Hiernach entwarf er das Szenenbild für das Filmmusical Across the Universe von Julie Taymor. 
Für seine Arbeit an der Fernsehserie Mildred Pierce war Friedberg 2011 bei Emmy-Verleihung in der Kategorie Outstanding Art Direction for a Miniseries or Movie ausgezeichnet worden. Es folgten Arbeiten für die 2014 erschienenen Filme The Amazing Spider-Man 2: Rise of Electro von Marc Webb und Noah von Darren Aronofsky. Zuletzt arbeitete Friedberg für die Filme Paterson von Jim Jarmusch, Die irre Heldentour des Billy Lynn von Ang Lee, Wonderstruck von Todd Haynes und Mein Bester & Ich von Neil Burger.

## Filmografie (Auswahl)
- 1997: Der Eissturm (The Ice Storm)
- 1999: Ride with the Devil
- 2000: Pollock
- 2002: Dem Himmel so fern (Far from Heaven)
- 2004: Die Tiefseetaucher (The Life Aquatic with Steve Zissou)
- 2007: Darjeeling Limited
- 2007: Across the Universe
- 2008: Synecdoche, New York
- 2011: Mildred Pierce (Miniserie)
- 2014: The Amazing Spider-Man 2: Rise of Electro
- 2014: Noah
- 2014: Selma
- 2016: Paterson
- 2016: Die irre Heldentour des Billy Lynn (Billy Lynn’s Long Halftime Walk)
- 2017: Wonderstruck
- 2017: Mein Bester & Ich (The Upside)
- 2018: If Beale Street Could Talk

## Auszeichnungen (Auswahl)
Emmy
- 2011: Auszeichnung in der Kategorie Outstanding Art Direction for a Miniseries or Movie (Mildred Pierce)

Los Angeles Film Critics Association Awards
- 2008: Auszeichnung für das Beste Szenenbild (Synecdoche, New York)

Satellite Awards
- 2007: Nominierung für das Beste Szenenbild (Across the Universe)